# Sudamericano de Rugby 1961
El Sudamericano de Rugby de 1961 fue un cuadrangular de selecciones nacionales celebrado en Montevideo, Uruguay. Como en las ediciones anteriores se hicieron presentes Argentina, Chile y Uruguay; y Brasil que retorna al campeonato después de su ausencia en Chile 1958. Los 6 partidos se jugaron en las instalaciones del club de rugby Carrasco Polo.

## Equipos participantes
- Selección de rugby de Argentina
- Selección de rugby de Brasil
- Selección de rugby de Chile
- Selección de rugby de Uruguay

## Posiciones
| Pos. | Equipo    | Encuentros | Encuentros | Encuentros | Encuentros | Tantos  | Tantos    | Tantos     | Puntos |
| Pos. | Equipo    | jugados    | ganados    | empatados  | perdidos   | a favor | en contra | diferencia | Puntos |
| ---- | --------- | ---------- | ---------- | ---------- | ---------- | ------- | --------- | ---------- | ------ |
| 1    | Argentina | 3          | 3          | 0          | 0          | 107     | 6         | + 101      | 6      |
| 2    | Chile     | 3          | 2          | 0          | 1          | 65      | 21        | + 44       | 4      |
| 3    | Uruguay   | 3          | 1          | 0          | 2          | 19      | 72        | - 53       | 2      |
| 4    | Brasil    | 3          | 0          | 0          | 3          | 13      | 105       | - 92       | 0      |

Nota: Se otorgan 2 puntos al equipo que gane un partido, 1 al que empate, 0 al que pierda

## Resultados[2]

### Primera fecha
| 7 de octubre | Argentina | 11 - 3  | Chile | cancha del Carrasco Polo Club, Montevideo, Uruguay |                              |
|              |           | Reporte |       | Árbitro(s): Alberto Camardón                       | Árbitro(s): Alberto Camardón |

| 7 de octubre | Uruguay | 11 - 8  | Brasil | cancha del Carrasco Polo Club, Montevideo, Uruguay |  |
|              |         | Reporte |        |                                                    |  |

### Segunda fecha
| 12 de octubre | Argentina | 60 - 0  | Brasil | cancha del Carrasco Polo Club, Montevideo, Uruguay |                       |
|               |           | Reporte |        | Árbitro(s): R. Kovacs                              | Árbitro(s): R. Kovacs |

| 12 de octubre | Uruguay | 5 - 28  | Chile | cancha del Carrasco Polo Club, Montevideo, Uruguay |  |
|               |         | Reporte |       |                                                    |  |

### Tercera fecha
| 14 de octubre | Chile | 34 - 5 | Brasil | cancha del Carrasco Polo Club, Montevideo, Uruguay |  |

| 14 de octubre | Uruguay | 3 - 36  | Argentina | cancha del Carrasco Polo Club, Montevideo, Uruguay |                                  |
|               |         | Reporte |           | Árbitro(s): William Brackenridge                   | Árbitro(s): William Brackenridge |

| Bandera de Argentina |
| Campeón Argentina    |
| Tercer título        |